# El Carmen de Viboral
El Carmen de Viboral là một khu tự quản thuộc tỉnh Antioquia, Colombia. Thủ phủ của khu tự quản El Carmen de Viboral đóng tại El Carmen de Viboral Khu tự quản El Carmen de Viboral có diện tích 448 ki lô mét vuông. Đến thời điểm ngày 28 tháng 5 năm 2005, khu tự quản El Carmen de Viboral có dân số 34352 người.